# 徐綽恩
徐綽恩（英語：Isabella Hsu；2013年12月6日—），香港女童星。現為自由身小演員、小歌手、兒童模特兒。初出道時為一名兒童時裝模特兒，及後開始參與電視、電影及廣告拍攝。於劇集《新聞女王》大結局中飾演陳山聰角色（賴志雄）的女兒（賴嘉嘉）而為人所熟識。其他為人熟識的角色包括《你好，我的大夫》中飾演蔡思貝童年（程嘉應 - 小應）及《我家無難事》中飾演車婉婉角色（郭德寶）童年 。擅長唱歌，
於NG Music星級歌唱學院跟隨吳天偉老師學習唱歌，奪得不少各類演出獎項。曾為奇妙電視細路開電視小主持，亦曾為無綫電視Think Big天地短劇及Think Big研究所小演員，和另外兩位童星黃芷晴,梁 辰為同學。

## 演出

### 電視演出
| 首播         | 劇名                                                                     | 備註／角色                             |
| 香港開電視   |                                                                          |                                        |
| 2019年       | 《細路開電視》                                                           | 小主持                                 |
| 2019年       | 《郁手郁腳》                                                             | 小主持                                 |
| 2019年       | 《幫人有限公司》                                                         | 小幫手                                 |
| ViuTV        |                                                                          |                                        |
| 2019年       | 《假設性無罪》                                                           | 學生                                   |
| 2020年       | 《娛樂風雲》                                                             | 倪沛林童年                             |
| 2022年       | 《冥冥之中》                                                             | 死神之妹                               |
| 2023年       | 《冰上火花》                                                             | 小yu（林愷鈴童年）                     |
| 2025年       | 《無用的謊言》                                                           | 錦強女（譚偉權女兒）                   |
| 未播出       | 《社畜再培訓先導計劃》                                                   | Stephanie童年（陳子豐女兒）            |
| TVB          |                                                                          |                                        |
| 2020年       | 《Amazing Summer》宣傳片                                                 | 小主角                                 |
| 2020年       | 《使徒行者3》                                                            | 生日會小朋友                           |
| 2020年       | 《Think Big 研究所 》                                                    | 短劇小演員                             |
| 2020年       | 《Do姐有問題》                                                           | 講故師                                 |
| 2020年       | 《陀槍師姐2021》                                                         | 貓咪V.O.                               |
| 2021年       | 《Think Big天地 》                                                       | 小主持 Junior Researcher               |
| 2021年       | 《星空下的仁醫》                                                         | 蔡曉暉病友                             |
| 2021年       | 《我家無難事》                                                           | 郭得寶童年（車婉婉童年）               |
| 2022年       | 《愛·回家之開心速遞》                                                    | 小童／劉三好                           |
| 2022年       | 《金宵大廈2》                                                            | 小學生Yuka                             |
| 2022年       | 《白色強人II》                                                           | 食顏料鉛中毒而肚痛入院，李文信醫生病人 |
| 2023年       | 《你好，我的大夫》                                                       | 程嘉應童年（蔡思貝童年）               |
| 2023年       | 《羅密歐與祝英台》                                                       | 祝英華童年（蔣祖曼童年）               |
| 2023年       | 《新聞女王》                                                             | 賴嘉嘉（陳山聰女兒）                   |
| 2024年       | 《神耆小子》                                                             | 錢有方童年（傅嘉莉童年）               |
| 未播映       | 《奪命提示》                                                             | 學生，被鄧智堅脅持人質                 |
| 未播映       | 《死有對証》                                                             | 芷昕的中學同學（黃可盈_(童星)同學）    |
| 未播映       | 《武林》                                                                 | 十三歲少女虎（左小虎江嘉敏童年）       |
| 未播映       | 《香港探秘地圖》                                                         | 秀儀童年（倪嘉雯童年）                 |
| 中國大陸劇集 |                                                                          |                                        |
| 未播映       | 《難哄》优酷信息技术(北京)有限公司与湖南银河酷娱文化传媒有限公司联合出品 | 芭蕾舞學生                             |
| 網劇         |                                                                          |                                        |
| 2020         | 《隔夜餸》                                                               | 女兒                                   |

### 廣告演出
| 年份   | 內容                                        | 形式           | 備註           |
| 2019年 | K11 Musea Donut Playground                  | Umagazine 短片 | 試玩專員       |
| 2019年 | 大樹先生的家                                | Umagazine 短片 | 試玩專員       |
| 2019年 | 鹽田梓藝術節                                | 硬照及短片     | 女兒           |
| 2020年 | 恆隆商場聖誕                                | 短片           | 小朋友         |
| 2020年 | TClub玩具站                                 | 短片           | 小朋友         |
| 2020年 | 西九文化區                                  | 短片           | 小朋友         |
| 2021年 | 360 FILA 冬日嘉年華                         | 短片           | 小朋友         |
| 2021年 | 昂坪360X寶礦力水特夏日運動祭                | 短片           | 小朋友         |
| 2022年 | Floristry 母親節短片                        | 短片           | 小朋友         |
| 2022年 | 善心滿載仁愛堂Promo                         | 短片           | 小朋友         |
| 2022年 | Dr Kong 贊助品牌宣傳活動                    | 短片           | 兒童模特兒     |
| 2022年 | Smartone 5G 商用寬頻                        | 短片           | 學生           |
| 2022年 | 水務署online video                          | 短片           | 植樹小朋友     |
| 2023年 | 小童星訓練學院                              | 短片           | 自信跳舞小朋友 |
| 2023年 | 昂坪360【擁「泡」盛夏 360夏日泡泡嘉年華🎡】 | 短片           | 小朋友         |
| 2024年 | 國慶75周年漁農美食墟                        | 硬照及短片     | 小朋友         |

### 電影／微電影演出
| 首映   | 作品                      | 角色         | 備註                                               |
| 2020年 | 《隔夜餸》                | 女兒         | 與陳澄騫合作                                       |
| 2022年 | 給我1天                   | 學生         | 與王祖藍、蔡卓妍合作                               |
| 2022年 | 《一樣的天空 — 梨園荊夢》 | 王鳴鳳童年   | 與林德信、米雪合作                                 |
| 2022年 | 《白雪公主》              | 成朵朵       | 與陳穎朗合作                                       |
| 2023年 | 《80%》短片               | Asher 童年   |                                                    |
| 2023年 | 但願人長久                | Bowie        | 關錦鵬監製 祝紫嫣作品                              |
| 2024年 | 《徘徊》                  | 靜雅（童年） | 香港浸會大學創意藝術學院 畢業作品                  |
| 2024年 | 一個男人和一個女人        | 女兒         | 管虎執導，黃渤、倪妮主演                           |
| 2025年 | 《破葉》                  | 李詠嵐       | 導演會學生作品 導演：蔡素文 主演：陳苡臻，陳嘉寶等 |

### 時裝模特兒
| 年份   | 節目                                            | 品牌                                              |
| 2019年 | Talent Star International Junior Fashion Runway | Dacia Fashionista                                 |
| 2019年 | 勵智協進會兒童模特兒慈善表演                    | Dacia Fashionista                                 |
| 2019年 | 香港兒童時裝周（澳門站)                         | Bunny Nana Kaka Lolita Mini Mijia                 |
| 2021年 | 香港兒童時裝周                                  | Monalisa                                          |
| 2021年 | SPCA Aniform Runway愛飾動物日                   | SPCA                                              |
| 2021年 | NoveltyLane 探店活動                            | YOYO LAU x DEZERT                                 |
| 2022年 | 香港兒童時裝周                                  | HEURESEMENT Brand Ambassador （網絡人氣大獎亞軍） |
| 2022年 | 中環街市                                        | Lego Kid's Show                                   |
| 2023年 | HEURESEMENT 新春禮服展示                        |                                                   |
| 2023年 | 香港兒童時裝周                                  | Dior Brand Ambassador，特邀演出嘉賓               |

### MV／現場演出／舞台演出
| 年份   | 主辦單位                                                | 節目                                            | 備註                                                                           |
| 2020年 | 爆炸戲棚                                                | 《我們的青春日誌 - 仲on緊line抗疫音樂會》       | 小演員                                                                         |
| 2021年 | Smartie Music Channel                                   | 《Beat Covid Mascue Song》MV                    | Best Friends 組合（徐綽恩、吳深鍒）主唱，作曲／填詞：韋然                      |
| 2021年 | Smartie Music Channel                                   | 《全幸有你》MV                                  | Best Friends 組合（徐綽恩、吳深鍒）主唱，作曲／填詞：韋然                      |
| 2021年 | 紫昕音樂世界                                            | 《台長奇遇記》音樂劇                            | 小昕                                                                           |
| 2021年 | 紫昕音樂世界                                            | 《國王與我》音樂劇                              | 阿萬女兒                                                                       |
| 2021年 | NG Music                                                | 《How you like that?》MV                        | Best Friends組合（徐綽恩、吳深鍒）主唱                                         |
| 2021年 | 《星夢傳奇全幸有您》摺幸運星慈善籌款活動                | 《全幸有您主題曲》                              | NG Music                                                                       |
| 2021年 | Christmas with Heart 心愛聖誕2021                       | 《How you like that?》                          | NG Music Best Friends組合（徐綽恩、吳深鍒）主唱                                |
| 2021年 | Christmas with Heart 心愛聖誕2021                       | 《Girl's World》                                | NG Music                                                                       |
| 2021年 | 將軍澳澳海南岸                                          | 《How you like that?》                          | NG Music Best Friends 組合（徐綽恩、吳深鍒）主唱                               |
| 2021年 | 將軍澳澳海南岸                                          | 《Girl's World》                                | NG Music                                                                       |
| 2022年 | Smartie Music Channel                                   | 《謝謝您、辛苦您》MV                            | Best Friends組合（徐綽恩、吳深鍒）主唱，作曲／填詞：韋然                       |
| 2022年 | 全港社區抗疫連線                                        | 《謝謝您、辛苦您》MV                            | Best Friends組合（徐綽恩、吳深鍒）主唱，作曲／填詞：韋然                       |
| 2022年 | 香港共融樂團                                            | 《香港故宮博物館 - 孩童仲夏夜之夢音樂會》       | 司儀 / 小演員                                                                  |
| 2022年 | 扶輪盛夏音樂會                                          | 《Girls' World》                                | 演出嘉賓                                                                       |
| 2022年 | 紫昕音樂世界                                            | 《花木蘭穿越神話 - 再創新天》音樂劇             | Cathy 小村民                                                                   |
| 2022年 | 課外活動博覽                                            | 《Girls' World》                                | NG Music 小舞台                                                                |
| 2022年 | 課外活動博覽                                            | 《紫昕有你mini show - 窮孩子》                  | 與 Purple 姐姐 李紫昕合唱                                                      |
| 2022年 | 課外活動博覽                                            | 《Butterflies》                                 | Best Friends 組合（徐綽恩、吳深鍒）                                            |
| 2022年 | 紫昕音樂世界                                            | 《台長奇遇記 2022特別版》音樂劇                 | Isabella                                                                       |
| 2022年 | 愉景新城                                                | 《How you like that?》                          | Best Friends 組合（徐綽恩、吳深鍒）演出                                        |
| 2022年 | 格林威治村                                              | 《Best Friends Mini Show》                      | Best Friends 組合（徐綽恩、吳深鍒）演出                                        |
| 2022年 | 第十屆微電影「創＋作」支援計劃（音樂篇） - 《無重狀態》 | 《Do what feels right MV - Andy Schaub 安哲逸》 | 學生                                                                           |
| 2023年 | 張右雨                                                  | 《遙距111》張右雨首個個人作曲作詞音樂作品       | 童聲和音                                                                       |
| 2023年 | 香港兒童時裝周                                          | 2023與夢童行                                    | 特邀演出嘉賓                                                                   |
| 2023年 | 紫昕音樂世界                                            | 《女王教室》音樂劇                              | Belle                                                                          |
| 2023年 | 李紫昕                                                  | 灌錄《飛越童年》- 收錄於女王教室原聲USB         | 與Purple姐姐 李紫昕合唱                                                        |
| 2024年 | 爆炸戲棚                                                | 《打救你》                                      | 演出:Ben Sir 歐陽偉豪 徐綽恩 Isabella; 導演/監製:陳恩碩 ; 填詞:歐陽偉豪 陸秀霞 |
| 2024年 | HKUST Community Musical 2024                            | 《The Music Man》                               | River City Kid                                                                 |
| 2024年 | 紫昕音樂世界                                            | 《女偵探福爾摩詩昕》音樂劇                      | 小小昕                                                                         |
| 2024年 | 李紫昕                                                  | 灌錄《這是我》- 收錄於女偵探福爾摩詩昕原聲USB   | 與Purple姐姐 李紫昕合唱                                                        |
| 2024年 | 紫昕音樂世界                                            | 《非凡音樂劇之旅》音樂劇                        | 小昕                                                                           |

## 外部連結
- 徐綽恩的Facebook專頁 官方個人帳號(徐綽恩本人)
- 徐綽恩的Instagram帳戶 官方個人帳號(徐綽恩本人)
- 徐綽恩的Instagram帳戶 官方粉絲專頁(非徐綽恩本人)